# Полипет
Полипет (др.-греч. Πολυποίτης) — персонаж древнегреческой мифологии. Из северной Фессалии. Сын Пирифоя и Гипподамии. Жених Елены.
Привел под Трою от гиртониян 40 кораблей (либо 30 кораблей, либо 20). Вместе с Леонтеем убил царя Асия. В «Илиаде» убил 4 троянцев, названных по имени. Согласно Гигину, всего убил 1 воина. В играх по Ахиллу участвовал в гонках колесниц. Сидел в троянском коне. Изображён на картине Полигнота в Дельфах среди участников взятия Трои.
Возвращаясь из-под Трои, оставил корабли и пришёл в Колофон или основал Аспендос.